# 哈特皮帕利亚
哈特皮帕利亚（Hatpipalya），是印度中央邦德瓦斯县的一个城镇。总人口15937（2001年）。

## 人口
该地2001年总人口15937人，其中男性8308人，女性7629人；0—6岁人口2538人，其中男1332人，女1206人；识字率59.04%，其中男性为70.37%，女性为46.72%。